# Ново Ботево
Ново Ботево е село в Североизточна България. То се намира в община Добричка, област Добрич.

## Администрация
Кметски наместник

## География
Село Ново Ботево се намира по бреговете на Суха река.

## История
Селото е заселено в периода 1887-1900 г. Известно е и под името Мало Ботьово.
По време на Първата световна война, на 1 септември 1916 година, колоездачната рота на Осми пехотен приморски полк води успешна битка с превъзхождащи я румънски части за овладяване на стратегическия железопътен мост край Ботево с цел да предотврати взривяването му от румънците. В сраженията жители на селото, включително жени и деца, се втруват към българските линии, за да ги подпомогнат в борбата им и са обстрелвани от румънските части. Според Антон Страшимиров преди да достигнат разположението на българските части 11 местни жители са убити, а други двама загиват след като го достигат, сражавайки се в редовете на българската войска.  В боя загива и взводният командир в Осми полк подпоручик Любен Костов.
През 1942 година селото е преименувано на Ново Ботьово, впоследствие променено на Ново Ботево. През 1985 г. Ново Ботево има 41 жители.

## Население
Преброяване на населението през 2011 г.
Численост и дял на етническите групи според преброяването на населението през 2011 г.:
|                     | Численост | Дял (в %) |
| Общо                | 33        | 100,00    |
| Българи             | 29        | 87,87     |
| Турци               | 0         | 0,00      |
| Цигани              | 0         | 0,00      |
| Други               | 0         | 0,00      |
| Не се самоопределят | 0         | 0,00      |
| Неотговорили        | 2         | 6,06      |

## Културни и природни забележителности
х. „Ботево“ Предишно име: „Комсомолец“
- Разположение: в м. Ботевска гора, край язовира на с. Ведрина
- Надморска височина: 280 м
- Описание: масивна едноетажна сграда с капацитет 25 места
- Екстри: водоснабдена, електрифицирана, отоплява се с печки на твърдо гориво, туристическа кухня и столова
- Изходни пунктове:
  - гара Ботево (на жп линия Варна-Кардам) (през с. Ново Ботево) – 0,30 ч
  - гара Дончево (на жп линия Варна-Кардам) (през с. Ново Ботево) – 1,10 ч
  - гр. Добрич (гара на жп линия Варна-Кардам) – 26 км
- Съседни обекти:
  - ведомствената хижа на Домостроителния комбинат – 0,15 ч, живописната м. Ефеклията – 0,30 ч

## Редовни събития
Празник на селото, състоящ се всяка първа събота на месец юни.